# Monica Faenzi
Monica Faenzi (Grosseto, 21 maggio 1965) è una politica italiana.
Esponente del Popolo della Libertà e di Forza Italia, è parlamentare alla Camera dei deputati ed è stata sindaco di Castiglione della Pescaia dal 2001 al 2011.

## Biografia
Faenzi intraprende la carriera politica nel 1998, quando aderisce a Forza Italia ed assume la carica di assessore alla Cultura e ai Servizi Sociali a Grosseto, nella giunta di centro-destra guidata da Alessandro Antichi.
Nel maggio 2001 è eletta sindaco di Castiglione della Pescaia. Faenzi viene confermata sindaco nel 2006.
Nel 2005, diviene vice presidente della Commissione Pari Opportunità della Regione Toscana.
Nel 2007, Faenzi compare sulle cronache nazionali in seguito a una polemica con l'allora Presidente del Consiglio Romano Prodi, che si trovava in vacanza a Roccamare, località balneare a nord di Castiglione della Pescaia: la lite nasceva dal fatto che Prodi non aveva fatto visita al sindaco della città, ossia la stessa Faenzi.
In occasione delle elezioni politiche del 2008, è eletta per il Popolo della Libertà alla Camera dei deputati nella circoscrizione Toscana; diventa membro delle commissioni Agricoltura e Attività produttive, Commercio e Turismo. Mantiene comunque la carica di sindaco.
Alle elezioni regionali toscane del 2010 viene candidata alla presidenza della Regione per lo schieramento di centro-destra, ma ottiene solo 608.680 voti contro 1.055.751 voti del candidato del centro-sinistra Enrico Rossi.
Alle elezioni amministrative del 2011, la sua lista viene esclusa a causa di vizi di forma nella presentazione delle liste.
Nel 2013 è rieletta per il Pdl alla Camera dei Deputati.
Il 16 novembre 2013, con la sospensione delle attività del Popolo della Libertà, aderisce a Forza Italia.
Il 4 luglio 2015, insieme ai colleghi di Forza Italia Luca D'Alessandro, Massimo Parisi e Giovanni Mottola vota a favore della Riforma della Buona Scuola proposta dal Governo Renzi nonostante la contrarietà del suo partito e minoranza PD.
A fine luglio 2015 abbandona Forza Italia ed aderisce ad Alleanza Liberalpopolare-Autonomie (ALA), progetto di Denis Verdini che mira a raccogliere tutti quei parlamentari che vogliono abbandonare Forza Italia per entrare in maggioranza e sostenere il governo Renzi.
Per tale motivo il 23 settembre 2015 abbandona anche il gruppo parlamentare di Forza Italia alla Camera, per passare, assieme ad altri sette deputati ex FI che hanno aderito ad ALA (Massimo Parisi, Francesco Saverio Romano, Luca D'Alessandro, Giuseppe Galati, Giovanni Mottola, Ignazio Abrignani, Giorgio Lainati) al gruppo misto; il giorno successivo costituisce con gli altri sei deputati di ALA la componente interna al gruppo misto "Alleanza Liberalpopolare Autonomie (ALA) - Movimento Associativo Italiani all'Estero (MAIE)", sancendo così l'ingresso in maggioranza.
Il 13 ottobre 2016, infine, assieme agli altri sette deputati di ALA, abbandona il gruppo misto per aderire al nuovo gruppo parlamentare di maggioranza "Scelta Civica-ALA per la Costituente Liberale e Popolare-MAIE", nato dall'unione di Alleanza Liberalpopolare-Autonomie, Scelta Civica di Enrico Zanetti ed il MAIE.
Nel 2014 si candida Sindaco a Scarlino (provincia di Grosseto), ma viene sconfitta di stretta misura dal candidato del centro-sinistra e sindaco uscente Marco Stella.
Ritenta la candidatura a Sindaco di Scarlino nel 2024, ma ne esce nuovamente sconfitta in favore della sindaca uscente Francesca Travison.